# Parafia Świętych Apostołów Piotra i Pawła w Parzymiechach

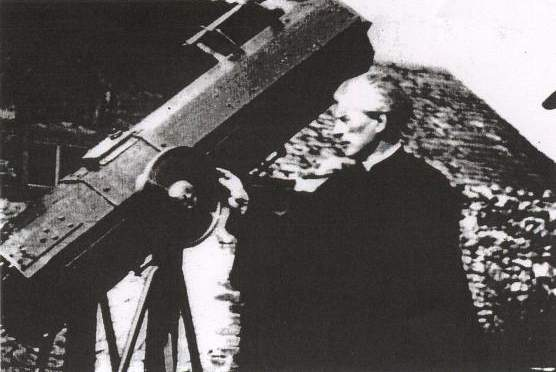
ks. Bonawentura Metler

Parafia św. Apostołów Piotra i Pawła w Parzymiechach – parafia rzymskokatolicka w archidiecezji częstochowskiej, regionie wieluńskim, dekanacie krzepickim.

## Zasięg parafii
Chałków, Cieśle, Giętkowizna, Gligi, Grabarze, Kiedosy, Kleśniska, Napoleon, Parzymiechy, Rozalin, Szczepany, Troniny, Załęcze Małe, Zimnowoda

## Historia
Parafia erygowana w średniowieczu. Wzmiankowana pierwszy raz w 1459 roku. Na przełomie XVI/XVII wieku kościół zajęty przez kalwinów. Ponownie erygowana w połowie XVII wieku. Ostateczne granice ustalono w XX wieku.

## Proboszczowie
- ks. Stanisław (ok. 1459)
- ks. Marcin z Wysokiej (ok. 1522)
- ks. Sebastian Jerzewski (ok. 1620?, poł. XVII w.)
- ks. Jakub Szczepański (ok. 1750)
- ks. Karol Wolski (1773–1806)
- ks. Ludwik Krobanowski (1807–1825)
- ks. Kazimierz Kobierski (1826–1827)
- ks. Piotr Wasilewski (1827–1875)
- ks. Aleksander Dakowski (1875–1914)
- ks. Józef Zaborski (1914–1919)
- ks. Feliks Kobielski (1919–1934)
- ks. Bonawentura Metler (1934–1939)
- ks. Stanisław Poroszewski (1939–1945)
- ks. Edward Przybylski (1945)
- ks. Artur Pietrusiński (1945–1971)
- ks. Józef Cieślak (1971–1984)
- ks. Tadeusz Marian Klimowicz (1984–2014)
- ks. Roman Szkop (od 2014)

## Kościoły
- Kościół parafialny św. Apostołów Piotra i Pawła – zlokalizowany  w Parzymiechach. Pierwotnie z XIV w., budowany z kamienia wapiennego. W latach 1570–98 był świątynią protestancką (w Liber beneficiorum…, t. II, Gniezno 1891 r. podaje się, że był w rękach kalwinów do 1660 r.). Przebudowywany i rozbudowywany m.in. w XVIII, XIX i XX w. (dobudowana wieża z dzwonnicą) zatracił cechy stylu. Zachowały się w nim dwa gotyckie portale z XV w. Ołtarze drewniane, barokowe.
- Kościół filialny Podwyższenia Krzyża Świętego – zlokalizowany w Załęczu Małym. Zbudowany u schyłku XX wieku.